# George Trafton
George Edward Trafton (* 6. Dezember 1896 in Chicago, Illinois, USA; † 5. September 1971 in Los Angeles, Kalifornien), Spitzname The Brute, war ein US-amerikanischer American-Football-Spieler und -Trainer. Er spielte als Center bei den Chicago Bears in der National Football League (NFL).

## Laufbahn als Spieler

### Collegespieler
Trafton spielte bereits auf der High School in Chicago American Football. 1918 trat er der U.S. Army bei und war Mannschaftskapitän einer Militärmannschaft. Unter Head Coach Knute Rockne spielte er nach seiner Militärdienstzeit während seines kurzen Studiums an der University of Notre Dame für deren Footballmannschaft, den Fighting Irish. Trafton spielte zeitgleich in einer halbprofessionellen Footballmannschaft, was den Regeln für Collegespieler widersprach. Rockne erhielt davon Kenntnis und entfernte ihn aus dem Team. Sein Studium war nach nur einem Jahr ohne Abschluss beendet.

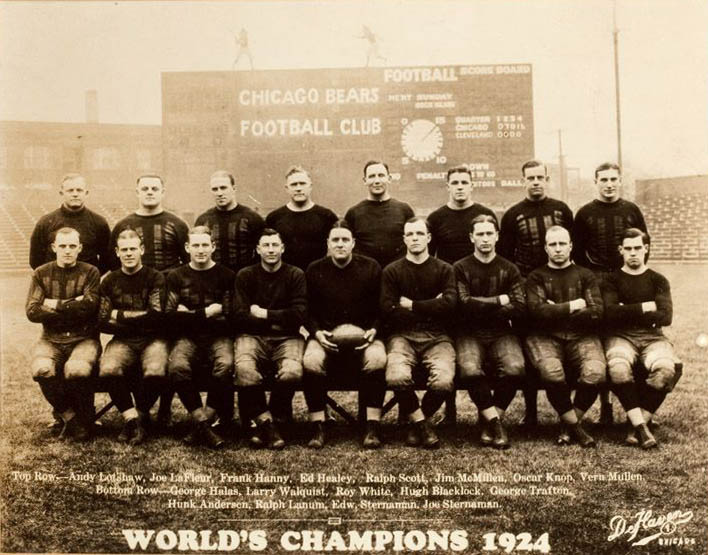
Chicago Bears, 1924

### Profispieler
Trafton unterschrieb 1920 einen Vertrag bei den Decatur Staleys einen Profivertrag und zog mit dieser Mannschaft von George Halas trainierten Mannschaft im folgenden Jahr nach Chicago um. 1922 setzte er für ein Jahr aus und wurde Trainer bei der Northwestern University, setzte aber danach seine Laufbahn bei den Bears fort. 1931 und 1932 wurde er als Spielführer der Bears NFL Meister. Er beendete 1932 seine Spielerlaufbahn. Trafton war der Center, der als erster Spieler auf dieser Position den Ball mit einer Hand an den Quarterback snappte. George Trafton war ein außergewöhnlich harter Spieler, der von den Spielern und Anhängern der gegnerischen Mannschaften verachtet wurde.

## Laufbahn als Trainer
Trafton wirkte nach seiner Spielerlaufbahn als Assistenztrainer bei verschiedenen NFL-Clubs, wie den Green Bay Packers und den Los Angeles Rams. George Trafton ist auf dem Holy Cross Cemetery in Culver City, Kalifornien, beerdigt.

## Ehrungen
Trafton ist seit 1964 Mitglied in der Pro Football Hall of Fame, in der Chicago Bears Hall of Fame und im NFL 1920s All-Decade Team. Er wurde sechsmal zum All-Pro gewählt.